# 南島風雲
南島風雲是中華人民共和國一部電影，1955年由上海电影制片厂拍攝。該電影劇本是1954年由李英敏撰寫。1956年在中国公映，同年4月获中華人民共和國文化部頒發的优秀影片奖。該片讲述的是第二次中日战争时期琼崖纵队某大队看护长符若华的故事。